# I-8 (U-Boot)

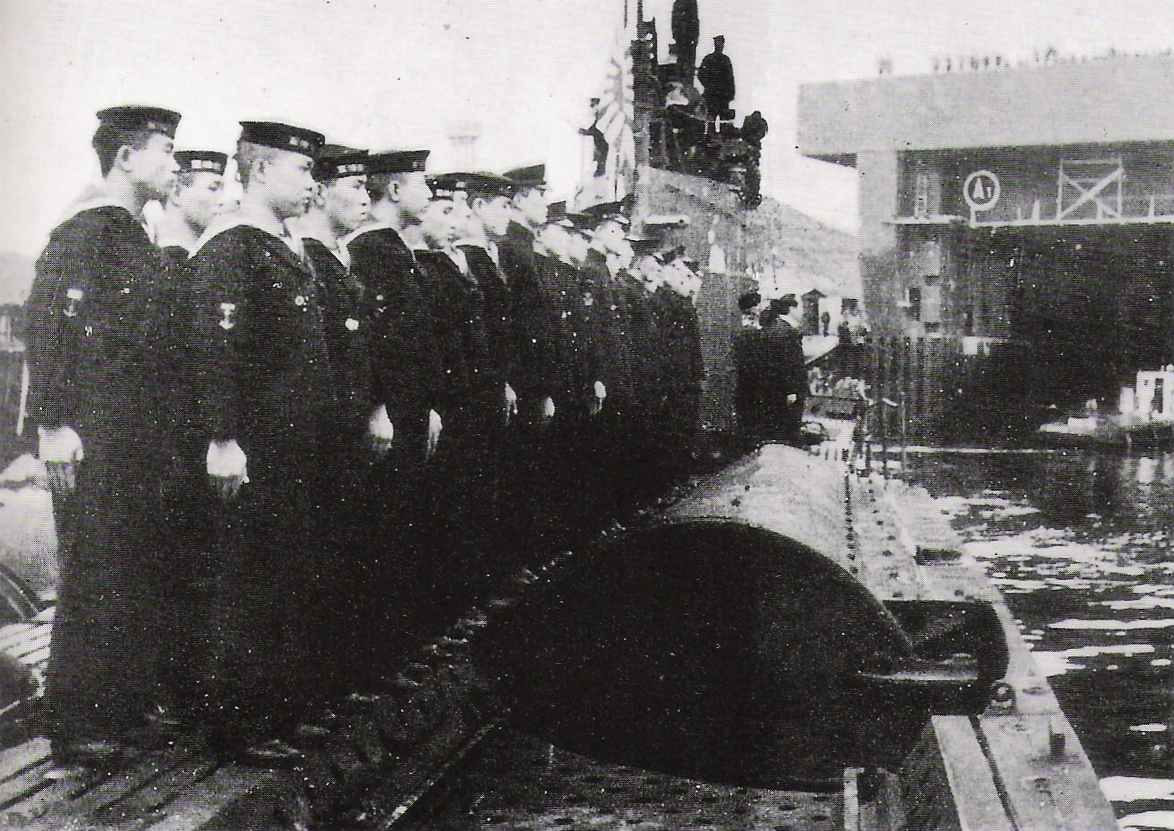
I-8 in Brest (1943)

I-8 (japanisch 伊8, kurz für: 伊号第八潜水艦 I-gō dai-hachi sensuikan), Turmkennzeichnung イ8, war ein U-Boot vom Typ Junsen-3 der Kaiserlich Japanischen Marine. Es wurde während des Zweiten Weltkriegs eingesetzt und unternahm im Jahr 1943 im Rahmen der Yanagi-Missionen eine erfolgreiche Fahrt ins deutsch besetzte Frankreich und zurück nach Japan.

## Geschichte
Die Kiellegung von I-8 fand am 11. Oktober 1934 auf der Werft von Kawasaki in Kōbe statt. Der Stapellauf erfolgte am 20. Juli 1936. Nach seiner Fertigstellung am 5. Dezember 1938 wurde es unter Fregattenkapitän Gotō Hiroshi (後藤 汎) vom 2. U-Boot-Geschwader der 2. Flotte übernommen. Zusammen mit seinem Schwesterboot I-7 gehörte es zu den größten japanischen U-Booten, die vor dem Zweiten Weltkrieg in Dienst gestellt wurden.
Am 1. Juni 1943 verließ I-8 unter dem Kommando von Kapitän Uchino Shinji (内野 信二) die japanische Hafenstadt Kure mit Ziel Frankreich. An Bord führte es für das kriegsverbündete Deutschland bestimmte Dokumente und Güter mit. Dazu gehörten Konstruktionspläne eines Aufklärungsflugzeugs, von U-Boot-Ausrüstung sowie des besonders leistungsfähigen Torpedos Typ 95. In Singapur lud es wertvolle Rohstoffe wie Zinn, Gummi, Chinin und Gold. Ferner befanden sich 48 Passagiere an Bord. Dabei handelte es sich um weitere Seeleute, die eine  komplette U-Boot-Besatzung darstellten. Ihr Auftrag war, das dem japanischen Kaiserreich kurz zuvor als Geschenk überreichte deutsche U-Boot U 1224 nach Japan zu fahren.
Am 20. August 1943 traf sich I-8 westlich der Azoren mit dem deutschen U-Boot U 161 und nahm drei Offiziere, einen Lotsen und ein deutsches Funkmessbeobachtungsgerät (FuMB) vom Typ FuMB 1 „Metox“ auf. Unter Luftschutz durch eine Ju 88, später noch begleitet durch die Torpedoboote T 22, T 24 und T 25, lief I-8 am 31. August wohlbehalten im Hafen von Brest ein. Dort übergab es die für Deutschland bestimmte Ladung und nahm im Gegenzug eine Vielzahl deutscher Güter auf. Dazu gehörten Bomben- und Flugabwehrvisiere, Marinechronometer, ein Daimler-Benz-Torpedobootmotor, elektrische Torpedos, Maschinengewehre, Penicillin und eine Lieferung von 169 Stück Rotor-Chiffriermaschinen Modell Enigma-T, von den Deutschen auch Tirpitz genannt, von den Japanern Tirupitsu.
Diese waren für die geheime Funkkommunikation der beiden verbündeten Länder vorgesehen. Knapp ein Jahr zuvor, am 11. September 1942, war das in einer deutsch-japanischen Vereinbarung so beschlossen worden. Auf deutscher Seite hatte sie Vizeadmiral Erhard Maertens (1891–1945), Chef des Marinenachrichtendienstes,  unterzeichnet. Für Japan war es Konteradmiral Tadao Yokoi (1895–1965), der bis dahin Marineattaché an der japanischen Botschaft in Berlin war. Nach seiner Ablösung wurde er nun ebenfalls an Bord von I-8 genommen, das am 5. Oktober 1943 auslief.
Weitere Passagiere waren Kapitän Sukeyoshi Hosoya, seit Dezember 1939 Marineattaché in Frankreich, drei deutsche Offiziere und vier Funkmess- und Unterwasser-Abhörspezialisten. Mehr als zwei Monate später, am 21. Dezember 1943, erreichte I-8 nach gefahrvoller und schwieriger Fahrt glücklich wieder seinen Heimathafen Kure. Die gesamte Seereise (Hin- und Rückfahrt) umfasste eine Strecke von etwa 48.000 Kilometern.
Unter dem neuen Kommando von Kapitän Ariizumi Tatsunosuke (有泉 龍之助) führte I-8 bis November 1944 weitere Feindfahrten aus und war dabei an Kriegsverbrechen beteiligt. Tatsunosuke wurde später Oberbefehlshaber der Flugzeugträger-U-Kreuzer.
Ab Dezember 1944 übernahm Kapitän Shinohara Shigeo das Kommando. Am 31. März 1945 wurde I-8 vor Okinawa (Lage) durch die Zerstörer USS Morrison und USS Stockton versenkt. Es gab nur einen Überlebenden, Mukai Takamasa.